# Kollmitzberg (Waldviertel)
Der Kollmitzberg ist ein 600 m ü. A. hoher Berg östlich von Raabs an der Thaya in Niederösterreich.
Die nördlich von Kollmitzgraben und Kollmitzdörfl gelegene, bewaldete Bergkuppe fällt vor allem durch ihren Sender auf, von dem terrestrische Fernsehprogramme ausgestrahlt werden. Dem touristisch wenig erschlossenen Berg wird meist in Zusammenhang mit einem Besuch des Klinger-Mausoleums Aufmerksamkeit geschenkt.